# Ellen Oléria
Ellen Gomes de Oléria (Brasília, 12 de novembro de 1982) é uma cantora e compositora brasileira.

## Carreira

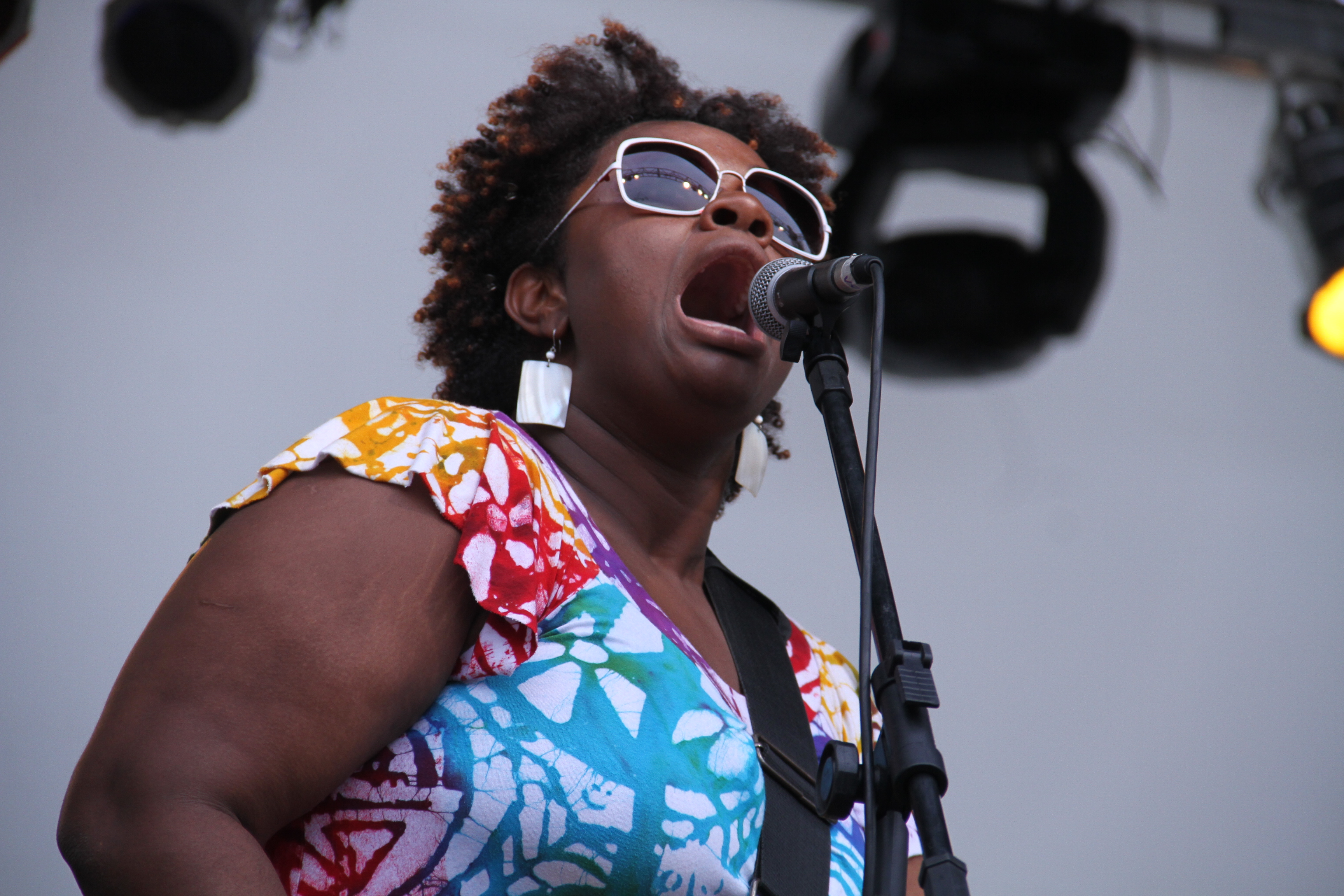
Ellen no Festival Contato de 2011.

Ellen Gomes de Oléria, filha de Eva Gomes de Castro e Adalvêncio Gomes de Oléria, é nascida em Brasília, Distrito Federal, cresceu em Taguatinga, Distrito Federal, onde iniciou a carreira de cantora aos 16 anos cantando em bares e casas de show. Ellen Oléria é atriz formada em artes cênicas pela Universidade de Brasília. Atua desde o ano 2000 no circuito cultural como cantora, compositora e instrumentista autodidata. Ganhou vários festivais em sua cidade natal.
Com um repertório que atinge grande diversidade de público, Ellen Oléria é reconhecida pela crítica midiática, músicos e musicistas e pelo público brasileiro misturando elementos de jazz, samba, pop, hip hop e as manifestações do regionalismo brasileiro como o congado, os afoxés e o carimbó.
Em 2009, a cantora lança seu primeiro álbum solo, intitulado Peça, produzido por Rodrigo Bezerra. Em 2010, ainda integrando a banda Soatá, a cantora participa da gravação do disco da banda que mistura ritmos amazônicos com rock and roll. Em 2011, a cantora grava seu DVD com a banda Pret.utu, Ao Vivo no Garagem, com as participações de Hamilton de Holanda e o rapper Emicida.
No ano de 2012, além de gravar um documentário pelos interiores do Estado do Pará com a banda Soatá e mestres do carimbó, a cantora ganha notória visibilidade ao ganhar o título do reality show The Voice Brasil exibido pela TV Globo
Em 2013, Ellen Oléria grava seu segundo disco solo pela Gravadora Universal Music do Brasil, Ellen Oléria. O disco conta com a participação de Carlinhos Brown e foi dirigido por Alexandre Castilho. Com a turnê desse álbum homônimo, Ellen Oléria alcançou cidades de norte a sul do Brasil e também o público de Espanha, França, Angola e Estados Unidos.
Em ano de 2015, depois de alguns meses em estúdio preparando o terceiro disco solo, a cantora viaja em turnê nacional e internacionalmente para apresentar as novas canções. Além de já ter tocado nos interiores e na capital do estado de São Paulo, foi convidada também ao Usabda Internacional Jazz Festival, na Rússia, e faz sua primeira turnê no Japão, onde tocou no conhecido Blue Note em Tóquio. Ellen Oléria também levou sua voz à Taiwan nesse mesmo ano.

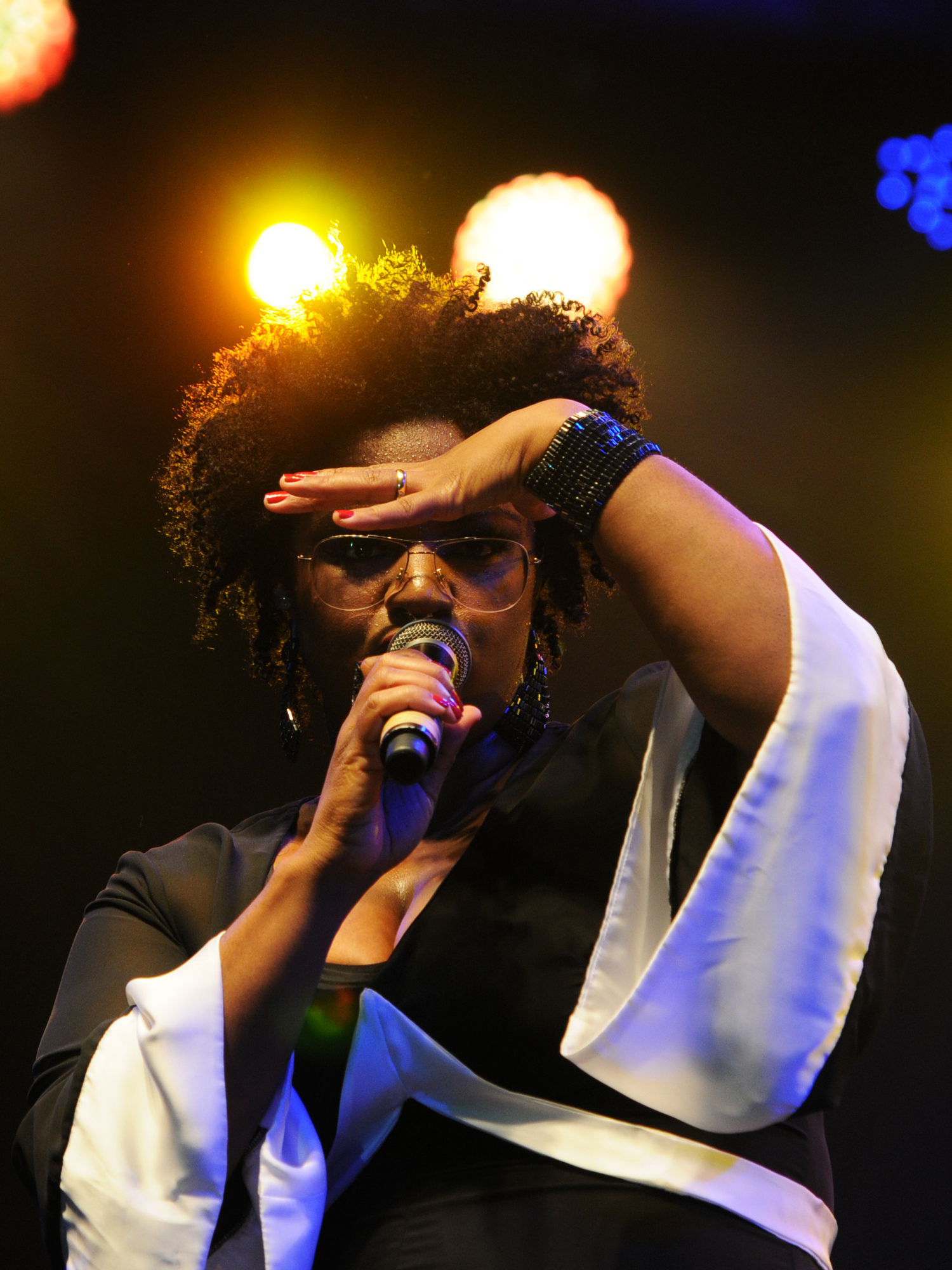
Festa de celebração da tocha olímpica em Brasília (2016)

Ellen Oléria completa mais 15 anos de carreira celebrando o lançamento do terceiro álbum solo, Afrofuturista, inspirado no movimento estético afrofuturismo. O disco, que tem produção da própria Ellen Oléria e do pianista Felipe Viegas, tem uma faixa bônus produzida pelo DJ Nave Beats e participações da cantora cubana Yusa. Também participam do álbum a diretora, slammer e atriz MC Roberta Estrela D'Alva, o percussionista baiano Gabi Guedes, o guitarrista Pedro Martins e o grupo Seu Estrelo e o Fuá do Terreiro.
Em 2017 Ellen Oleria ao lado de Elisa Lucinda protagonizam o espetáculo "L, O Musical" que narra historia de amor entre mulheres. O espetáculo circulou por Brasília, Rio de Janeiro, Belo Horizonte e São Paulo assistido por mais de 130.000 pessoas.

## Bandas
A banda Pret.utu acompanhou o trabalho autoral de Ellen Oléria. Em 2005, sua primeira formação contou com Célio Maciel (bateria), Paula Zimbres (baixo) e Rodrigo Bezerra (guitarra). Em 2008, veio a presença de Felipe Viegas no piano/teclado. E em 2010, com a saída de Rodrigo Bezerra, Pedro Martins, passa a somar o som criativo da sua guitarra à banda que contou com a participação do percussionista Léo Barbosa de 2010, até o fim dos trabalhos da banda, no ano de 2012.
Ellen Oléria integrou por seis anos a Banda Soatá, uma banda de rock alternativo e carimbó criada em 2007. Além de Ellen, a Soatá contou com Jonas Santos (compositor e guitarrista), Riti Santiago (baterista), Dido Mariano (baixista) e  Lieber Rodrigues (percussionista). A banda atuou até 2013 quando lançou o filme documentário Amundiá Soatá com direção de Douro Moura. O filme registra a banda Soatá em vários pontos do estado do Pará em encontros com grandes mestres do carimbó. Em 2013 a banda registrou seu último trabalho: o DVD Amundiá.

## TV
Ellen, o jornalista Fernando Oliveira (Fefito) e a integrante da Banda Uó, Mel Gonçalves, apresentam na TV Brasil o programa Estação Plural. O programa da Empresa Brasil de Comunicação (EBC) foi criado pela TV Brasil para tratar de pautas de comportamento e temas da atualidade. A atração conta com três participantes fixos, todos ligados ao universo de lésbicas, gays, bissexuais, travestis e transexuais. "É muitíssimo importante que tenhamos um programa desse tipo, debatendo todos os assuntos relacionados a direitos humanos, ou qualquer assunto, sem tabu. É impressionante, na verdade, que não tenhamos um programa desse na televisão aberta e que sejamos os primeiros. É exatamente o tipo de programa que a TV pública tem que fazer", disse o presidente da EBC, Américo Martins.

### The Voice Brasil
A cantora venceu a 1ª temporada do reality show musical The Voice Brasil, da TV Globo. Na primeira prova cega, cantou a música "Zumbi" de Jorge Ben Jor. Foi aplaudida de pé pelos quatro jurados do programa e escolhida por todos, optando por integrar o time de Carlinhos Brown "por um vínculo poético e estético". Ellen ganhou um prêmio de 500 mil reais, um contrato com a gravadora Universal Music, gerenciamento de carreira, um carro 0 km e um show no réveillon de Copacabana no Rio de Janeiro em 2012.
| Episódio                               | Canção (Artista)                        | Resultado                                                | Notas                                                                                 | Ref.   |
| -------------------------------------- | --------------------------------------- | -------------------------------------------------------- | ------------------------------------------------------------------------------------- | ------ |
| Audições às cegas, parte 1             | “Zumbi” (Jorge Ben Jor)                 | Os quatro jurados viraram a cadeira                      | Escolheu Carlinhos Brown como técnico                                                 | [ 10 ] |
| Batalhas, parte 2                      | “Canto das Três Raças” (Clara Nunes)    | Venceu a batalha                                         | Batalha contra Maria Christina (resgatada por Lulu Santos)                            | [ 11 ] |
| Apresentações ao vivo, parte 1         | “Um Móbile no Furacão” (Paulinho Moska) | Venceu a disputa: Mais votada pelo público (46%)         | Disputa contra Mira Callado (salva pelo técnico) e Karla da Silva (eliminada)         | [ 12 ] |
| Apresentações ao vivo, parte 4         | “Maria, Maria” (Milton Nascimento)      | Venceu a disputa: Mais votada pelo público (33%)         | Disputa contra Ludmillah Anjos (salva pelo técnico), Rafah e Dani Morais (eliminados) | [ 13 ] |
| Apresentações ao vivo, Semifinais      | “Jack Soul Brasileiro” (Lenine)         | Venceu a disputa: Mais votada pelo público (42%)         | Disputa contra Ludmillah Anjos (salva pelo técnico) e Mira Callado (eliminada)        | [ 14 ] |
| Apresentações ao vivo, Finais, parte 1 | “Anunciação” (Alceu Valença)            | Venceu a disputa: Escolhida pelo técnico Carlinhos Brown | Disputa contra Ludmillah Anjos, que foi eliminada                                     | [ 15 ] |
| Apresentações ao vivo, Finais, parte 2 | “Taj Mahal” (Jorge Ben Jor)             | Venceu o programa com 39% dos votos                      | Disputa contra Liah Soares, Maria Cristina e Ju Moraes, que foram eliminadas          | [ 1 ]  |

## Discografia

### Álbuns solo
- 2009: Peça (Independente). Produção: Rodrigo Bezerra
- 2013: Ellen Oléria (Universal Music). Direção: Alexandre Castilho + 30.000
- 2016: Afrofuturista (independente). Produção: Ellen Oléria e Felipe Viegas + 2.000
- 2022: Re.trato (independente). Produção: Ellen Oléria, Felipe Viegas, Miranda e Renato Galv Santos

### Bandas
- 2010: Soatá (Independente). Produção: Riti Santiago, co-produção: Soatá
- 2012: Ao Vivo no Garagem (Independente). Produção: Ellen Oléria, co-produção: Marcos Pagani e Pret.utu
- 2013: Amundiá (Independente). Produção: Soatá

### Singles e participações
- 2006: "Carta à mãe África" com GOG. (Só balanço)
- 2006: "Forró" com Rádio Casual. (Independente)
- 2007: "Carta à mãe África" com GOG. (Só balanço).
- 2007: "Tamborim" com Aija Andrejeva. (Independente).
- 2011: "Nós por nós" com GOG. (Independente)
- 2011: "Haiti" (single). (Independente)
- 2011: "Bênção Estrada" com Paula Zimbres. (Independente)
- 2012: "Marcas" com Léo Campos. (Independente)
- 2012: "Aqui onde estão" com Opanijé. (Independente)
- 2013: "Mundo Virou" (single). (Independente)
- 2014: "Te beijar" com Alexandre Carlo (Natiruts). (Sony Music)
- 2014: "Tem uma pedra" com Banda Jenipapo. (Independente)
- 2015: "18 quilates de sorriso" com Inquérito. (Independente)
- 2015: "Você é o lugar" com Sacassaia. (Independente)